# Prima sondă cu foraj mecanic din România
Prima sondă cu foraj mecanic din România este un monument ridicat la 1 mai 1977 la Poieni (Târgu Ocna) în cinstea petroliștilor la a XXV-a aniversare a Întreprinderii de Foraj Târgu Ocna și pentru a comemora prima forare mecanică percutantă cu prăjini de lemn (1861 sau 1863) din România, ce a avut loc în același amplasament, în fostul sat Mosoare. 
Mosoare a fost recunoscut pentru resursele de petrol încă din secolul al XVII-lea, însă a început să fie exploatat sistematic la mijlocul secolului al XIX-lea. La începutul acelui secol, petrolul era extras prin săparea manuală a unor puțuri în zonele Mosoare și Păcuri. În 1861 francezul Olivier de Lalande, în fapt agent al lui Napoleon al III-lea al Franței în Principatul Moldovei și colaborator al revoluționarului maghiar György Klapka, trimis ca organizator al unui depozit de arme și emisar al emigrației maghiare ce avea ca scop atacarea Imperiului Habsburgic din Moldova, a căutat să-și asocieze activității sale politice operațiuni de prospectare a zăcămintelor de petrol, în calitate de inginer de mine.
Astfel, Lalande a cerut oficial din partea lui Alexandru Ioan Cuza autorizarea exploatării printr-o concesiune pe 20 de ani a petrolului din zonă, ce s-a concretizat prin săparea unor serii de puțuri. Cu toate acestea, randamentul zăcământului a fost scăzut, iar exploatarea a fost cedată altor firme și persoane. Simultan, o altă firmă cu capital francez a început forajul unor sonde, în sistemul percutant canadian cu prăjini de lemn în anii 1861–1863, însă fără a avea o producție satisfăcătoare. Sondele realizate au fost primele care au utilizat forajul mecanic din România și se clasează ca fiind și printre primele din lume, după cele din Confederația Germană, Imperiul Rus, Canada, SUA, Galiția (Imperiul Austriac) și Alsacia (Al Doilea Imperiu Francez). Pe de altă parte, contribuția inițială a lui Lalande în Mosoare s-a remarcat ca fiind prima intrare a capitalului străin în România modernă.

## Macheta

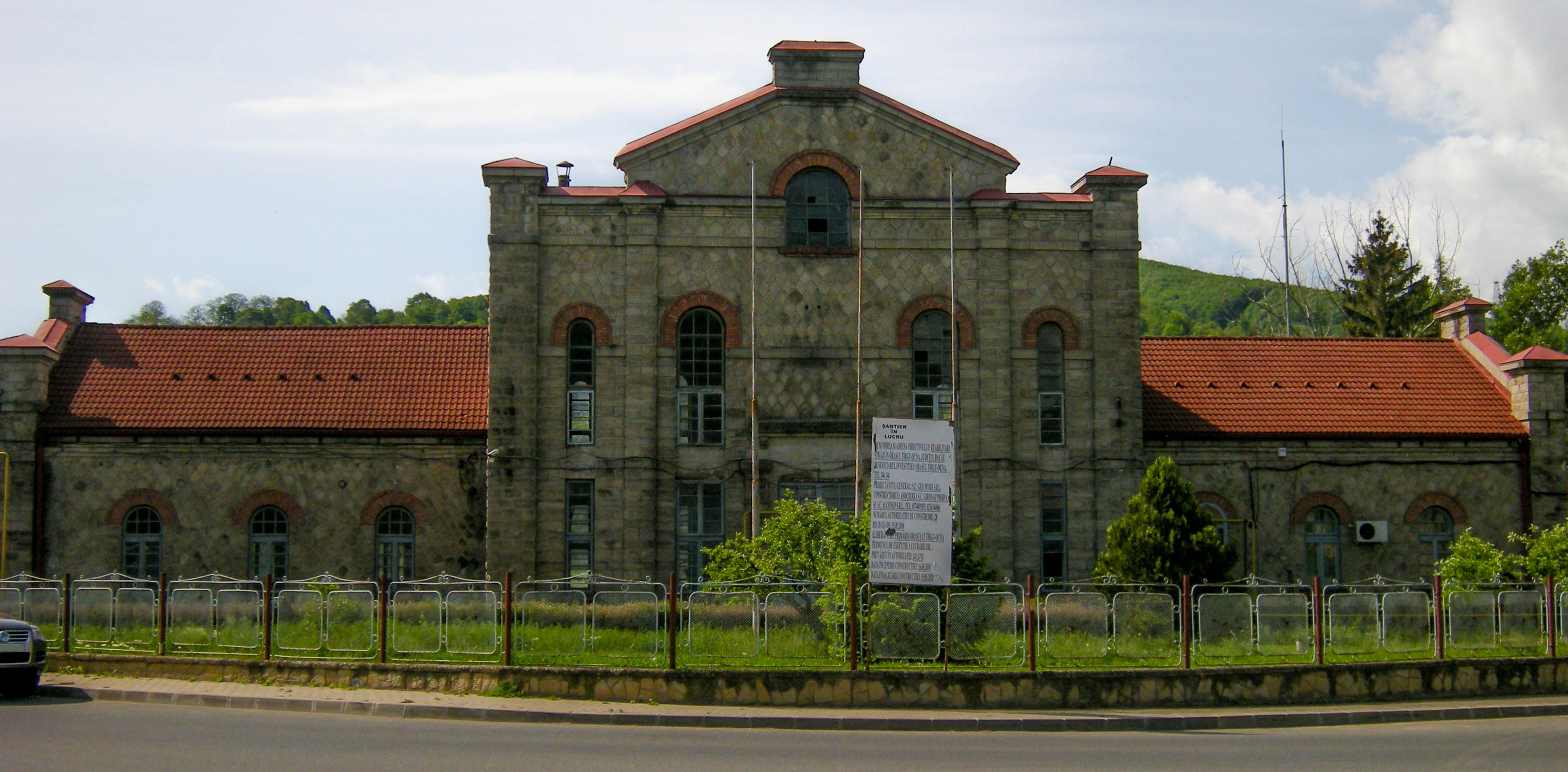
Fostul sediu al Întreprinderii de Foraj Târgu Ocna

Macheta a fost inaugurată la 1 mai 1977 în cinstea petroliștilor la a 25-a aniversare a Întreprinderii de Foraj Târgu Ocna, pe amplasamentul vechii sonde. Pe placa comemorativă stă scris: „PRIMA SONDĂ DIN ROMÂNIA SĂPATĂ PRIN FORAJ MECANIC ÎN ANUL 1861 = RIDICATĂ LA 1 MAI 1977 ÎN CINSTEA PETROLIȘTILOR LA A-25-A ANIVERSARE A ÎNTRP. DE FORAJ TG. OCNA =”
Aceasta se află amplasată la intrarea în localitatea Poieni dinspre orașul Târgu Ocna (în componența căruia se află), pe partea dreaptă a DN12A și pe malul râului Trotuș.

## Premise geologice

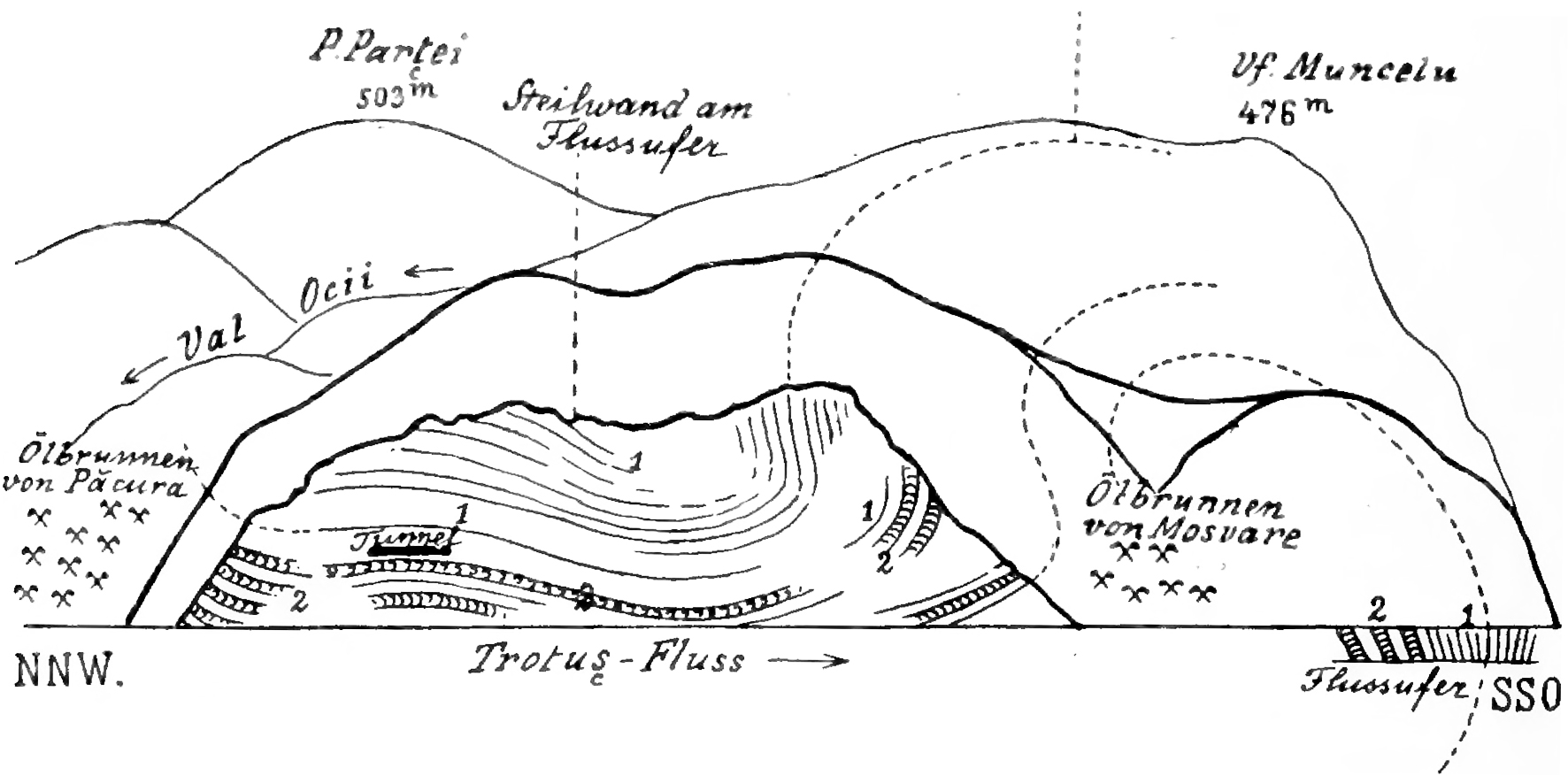
Structura geologică a zonei Poieni (Mosoare și Păcuri), după geologul en

Câmpul de extracție Mosoare s-a aflat în zona flișului paleogen al Moldovei, alături de Lucăcești, Moinești, Solonț, Tisa-Comănești, Dofteana și Hârja. Mosoare, alături de Păcuri-Poieni, sunt structuri anticlinale de straturi petrolifere de Târgu Ocna care dispar rapid sub stratul gros al oligocenului mediu și superior. Astfel, schela Mosoare și Păcuri-Poieni aparține eocenului superior, sub un strat puternic de oligocen mediu și superior. Potrivit unei alte surse, zăcământul de petrol aparține oligocenului inferior, alături de zăcământul din schela Dofteana-Păcurița.

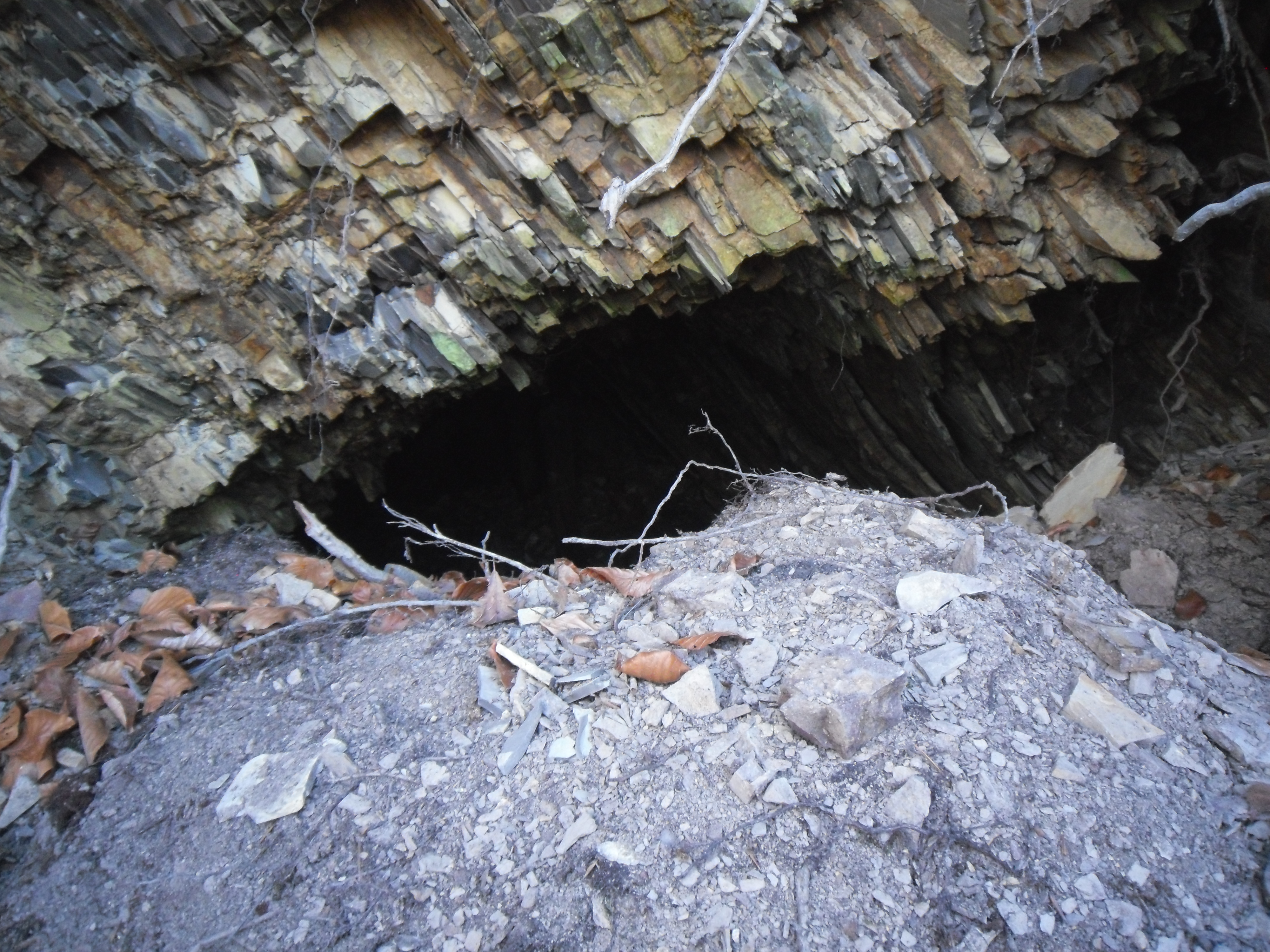
Secțiune în structură de șisturi ardezice la fosta mină de ozocherită de pe culmea Cândea de pe Valea Slănicului (cartierul Gura Slănicului în Târgu Ocna)

În țară, zăcămintele de petrol situate în special în gresia de Kliwa a oligocenului superior (Lucăcești și Mosoare în județul Bacău și Cosmina și Breaza în județul Prahova), reprezintă puținele zăcăminte de petrol în gresii eocenice. Potrivit lui Gheorghe Macovei „sunt zăcămintele de petrol ce se pot numi primare, în înțelesul larg al cuvântului”. În România, cea mai mare a zăcămintelor principale de petrol sunt dispuse în zone terțiare. În straturile eocenului superior a fost găsită o gresie cu granulație mică, micacee și friabilă, cenușiu-deschisă sau albicioasă, scoasă în evidență de puțurile de petrol de la Lucăcești, Moinești și Mosoare. La expunerea acțiunilor mediului rezultă un nisip micaceu, la fel precum în cazul gresiei de Uz.
La nivelul anului 1904, marginea flișului de la est nu era suficient definită și cunoscută. Doar în nordul Salinei Târgu Ocna, în aproprierea dislocației care separă flișul de formațiunea de sare de vârstă miocenă, s-au găsit straturi de șisturi bituminoase într-un sinclinal oligocenic.
În zona Mosoare râul Trotuș a format valea prin secționarea zonei flișului cu anticlinal. Cu ocazia săpării tunelului Mosoare pentru linia de cale ferată s-a găsit chihlimbar asociat cu ozocherită, formațiune ce aparține șisturilor de Târgu Ocna din oligocenul inferior și probabil eocen. Descoperirea ozocheritei (sau Cerei Moldovei) în zona orașului (Valea Slănicului, la 15 km distanță), în 1833, este asociată doctorului Mayer din Iași. Aceasta se găsea într-un strat de argilă și șist, fiind exploatată prima dată de numitul Engels.
Tunelul se află amplasat la poalele unui perete de stâncă cu o înălțime de până la 80 metri, la est de râul Trotuș. Potrivit geologului Wawrzyniec Teisseyre⁠(en)[traduceți], stânca, cu un sinclinal de aproximativ 200 metri lățime (denumit sinclinalul de Poieni), aparține sistemului de ardezie menilită (în germană Melinitschiefer). Cele două anticlinale adiacente sinclinalului de la tunel, unde atât cel estic de la Mosoare, cât și cel vestic de la Păcuri, aparțin straturilor de Târgu Ocna și sunt caracterizate de prezența petrolului.
Anticlinalul Mosoarei acoperă o porțiune cu o lățime mare și scurtă în lungime, semicirculară și de alunecare, din malul abrupt estic al Trotușului, între vârful Muncelu la est și tunel. Componentele stratigrafice ale anticlinalului sunt asemănătoare celor ale anticlinalului de Păcuri. Zona Păcuri cu valea Ocii este un defileu montan orientat est-vest, cu o vale ce pornește din bazinul hidrografic al pârâului Vâlcica și se varsă în râul Trotuș. Valea este despărțită printr-o șa îngustă de deal și de pârâul Cărbunarului. În zonă există o alternanță între straturi de șisturi, marne și gresii micacee cu eflorescență de sare paleogenă. Mai există o gresie densă, friabilă și gălbuie, bogată în mică, ce poate fi plasată din punct de vedere petrografic alături de gresia numulită de Moinești.
Din puțurile de petrol de la Mosoare, amplasate pe ambele maluri ale râului Trotuș, de adâncimi și producții mici, a fost extras steril depozitat în halde ce consta din următoarele roci, identice cu straturile de la Păcuri:
- argilă și ardezie verde-închis cu conținut bogat de mică
- marne șistoase și argiloase cenușii și roșii, din perioada formării sării miocenului de la Hârja
- marnă și ardezie calcaroasă de culoare verzui-deschisă până la gri
- gresie extrem de fină, asemănătoare micii, gri închis, cu sau fără conținut de hidroxid de calciu
- ardezie/gresie marnoasă
- gresie glauconită tare, cu granulație foarte fină, cu mică aproape microscopică, fără conținut de hidroxid de calciu
- gresie de brecie cu granulație grosieră din roca verde de șist carpatic
- gresie cu granulație fină, la care granulația rocii de ardezie menționate este rar de 1–2 mm[18]

Greutatea specifică la petrolurile de la Mosoare și Dofteana-Păcurița este cuprinsă între 0,820 și 0,840. La Mosoare, petrolul are o culoare neagră-brună, miros slab-eteric și o viscozitate variată între 1,2 și 1,3. Cantitatea benzinelor la petrolul de la Mosoare variază între 16 și 23 procente, în comparație cu cel de la Dofteana între 30 și 34 procente. Greutatea specifică a benzinelor este între 0,720 și 0,730. Cantitatea produsului distilat între 150–300° C la petrolul de la Mosoare este mai mare decât la cel de la Dofteana și variază la primul între 33 și 36 procente iar la al doilea între 24 și 27 procente. Greutatea specifică medie a produsului distilat este de 0,820. Rezidul peste 300° C este de aproape 45 procente și este puțin parafinos.

## Istoric

### Săparea și extracția manuală prin puțuri
În Târgu Ocna, pe locul al doilea în industria extractivă după sare, se află extragerea petrolului (sau păcură), folosită la unsul roților, în medicina veterinară, în industria de prelucrare și la sfârșitul de-al șaselea deceniu al secolului al XIX-lea, la iluminat. Schela de exploatare a fost cea de la Mosoare, în apropiere de Târgu Ocna la o distanță de 2 km, pe malul stâng al Trotușului și este asemănătoare cu cea de la Dofteana-Păcurița, la 4 km spre vest. Petrolul se află la un orizont de mică adâncime și prezintă caracteristici care se întâlnesc și la petrolul din zona Comănești, extras în condiții identice.

#### Perioada înainte de Lalande
Petrolul din împrejurimile orașului, în zona Mosoare și Poieni, a fost cunoscut încă din secolul al XVII-lea, însă a început să fie exploatat sistematic la mijlocul secolului al XIX-lea. La începutul acelui secol se extrăgea petrol prin săparea unor puțuri la Poieni, Mosoare și Păcuri. Tehnica era cea din zona Moinești, rudimentară și periculoasă pentru muncitorii puțari. Materia primă era trimisă în butoaie de lemn la Moinești pentru rafinare și se aducea produsul final ca petrol lampant, folosit pentru iluminatul clădirilor și al străzilor din oraș.
Informații suplimentare: Industria petrolului în județul Bacău
În jurul anului 1840, la Mosoare s-au instalat câteva cazane pentru distilarea petrolului și care au funcționat până în preajma anului 1900.

#### Perioada începând de la Lalande
În toată domnia sa, Alexandru Ioan Cuza a ajutat dezvoltarea industriei și comerțului și a considerat un merit propriu introducerea capitalului străin în România modernă. Prima pătrundere a capitalului străin în țară (și respectiv în exploatarea petrolului) provine din 1861, când în 15 iunie același an francezul Olivier de Lalande, inginer de mine, chimist și agent secret al lui Napoleon al III-lea al Franței în Moldova,[A][B] a cerut permisiunea de a exploata petrol pe domeniul Ocna:
„[...] Am onor a cere de la Înălțimea Voastră o decizie prin care să fiu autorizat a săpa într-un period de 20 ani fîntîne pentru exploatație a păcurei pe teritoriul denumit domeniul Ocnelor. 
Exploatația păcurii fiind liberă pe teritoriul Ocnelor sub condiția unii dări de 10%, decizie ce am onor a solicita de la Înălțimea Voastră nu va avea nicidecum caracterul unui privilegiu sau unui monopol, ci numai se va mărgini a-mi aplica legea comună.

În urma unei contestații între Tîrgu Ocnei și stat, tîrgul pretinzând că pe teritoriul acela este proprietatea sa și statul revendicând acea proprietate, eu vin a ruga cu toată supunerea pe Înălțimea Voastră se binevoiți a ordona ca să fie hotărît la cine ar trebui să răspund darea aceea de 10%. [...] – prea plecat servu Olivier de Lalande, Iași în 15 iunie 1861”
Domnul a apreciat cu interes cererea, iar Consiliul de Miniștri, pe baza rezoluției sale, a aprobat ca Olivier de Lalande să exploateze prin concesiune petrolul timp de 20 de ani pe moșia Ocna a statului, în schimbul unei rente de 10 % din producția obținută: 
„Rezoluție: Recomandăm cu deosebita considerație cerirea de față ca una ce țintește la dezvăluirea unei noui ramure de comerciu în țară și în conformitate acelor prescrise prin Regulamentul Organic cap. al V. Secția V. art. 165 invităm Consiliul a regula dispozițiile cuvenite, prevăzînt totodată măsura necesară în casul pretenției ce urmează între Tîrgul Ocnei și statul. – Alexandru Ioan, 17 iunie 1861”.
Exploatarea a început abia din vara anului 1864, când Olivier de Lalande a înștiințat printr-o petiție Ministerul de Finanțe în 15 iulie același an că a găsit capitalul necesar în Franța și că urmează să ajungă în portul Galați materialele și personalul tehnic pentru a începe lucrările. Ministerul a recunoscut după 10 zile concesiunea făcută anterior, în 1861, adăugând condițiile:
„1. Ca termenul de 20 de ani acordat prin actul de la 18 iunie 1861 să se socotească de atunci având Dvs. a vă bucura de acest drept numai pentru restul anilor de la citata epocă, și ca esploatarea să fie numai pe propria proprietate a statului, nesupusă la nici o contestație.
2. Ca zeciuiala ce urmează să dați statului, pentru acordarea acestui drept, să o efectuați în natură însărcinatului din partea guvernului și numai din venitul brut, iar nu și net și,

3. Să recunoașteți ca însărcinat din partea guvernului cu constatarea, controlarea și primirea dreptului statului pe dl. administrator al salini Tîrgu Ocna”.

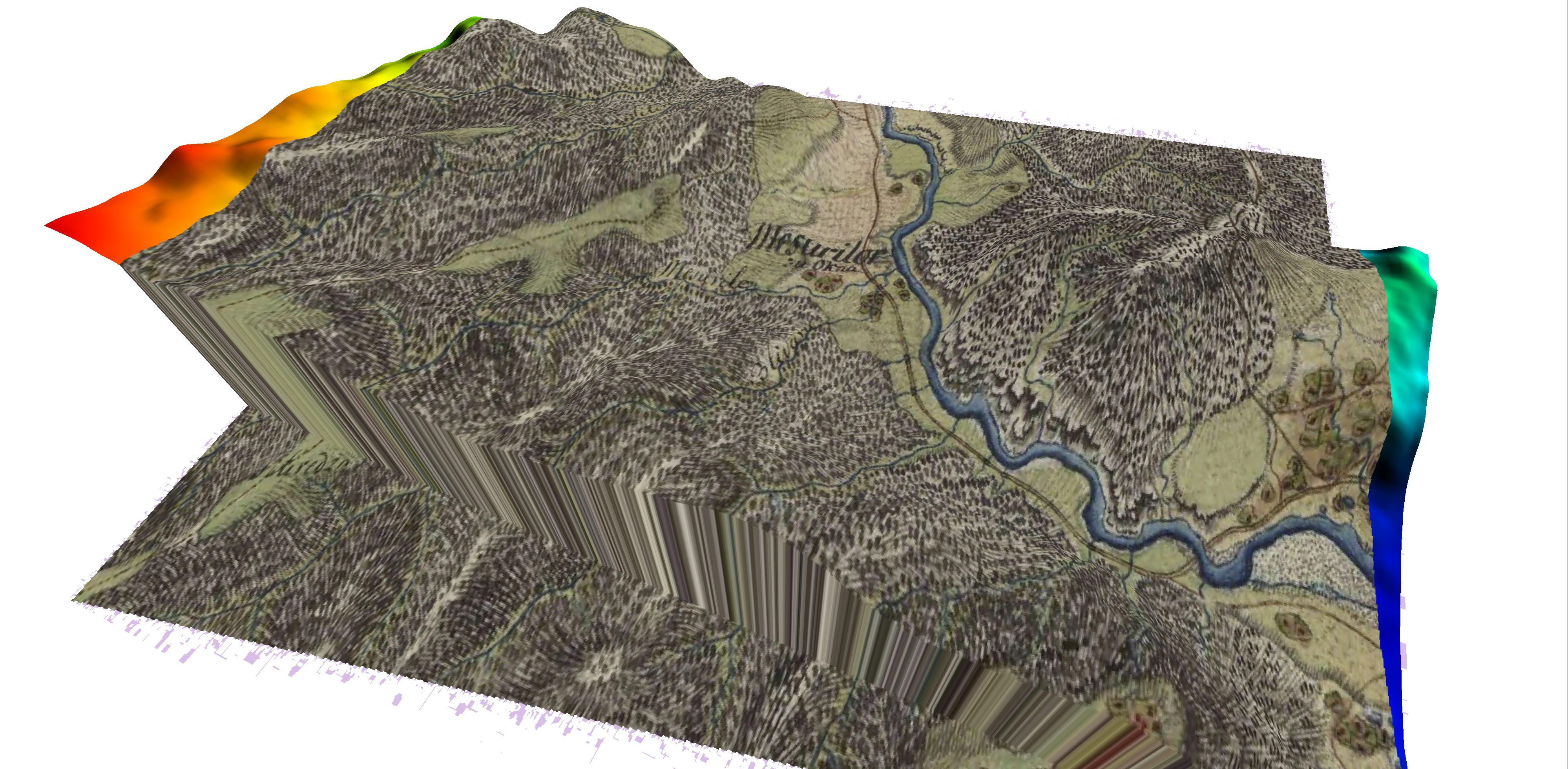
Relieful accidentat al zonei Mosoare, cu capătul de la sud-vest spre ceea ce este cunoscut acum drept dealul Cireșoaia (cu aria mai restrânsă). În trecut, denumirea dealului cuprindea și satul Mosoare.

Olivier de Lalande a acceptat condițiile adăugate și a ajuns la Galați la sfârșitul lunii iulie cu o parte din material și personal. Înainte de a ajunge la Târgu Ocna a solicitat Ministerului de Finanțe să fie înștiințați prefectul Bacăului și administratorul salinei de sosirea sa. După o perioadă, Ministerul de Finanțe a comunicat administrației ocnelor instrucțiuni pentru desfășurarea activității: trei persoane, plătite cu 100 sau 300 de lei lunar, trebuiau să înregistreze și verifice cu aparate cantitățile extrase și depozitate. Administrația trebuia să păzească puțurile și depozitele și să comunice într-un interval de 15 zile cantitățile extrase: „oameni cu carte [...] a se preumbla necontenit pe la toate puțurile puse în exploatare și să măsoare cu țancul toate vasele ce va încărca și va fi a scoate concesionarul. [...] un registru de matcă, din care se taie un bilet arătător de suma vedrelor aliate în fiecare vas”.
Lucrările au început în zona ce era cunoscută ca dealul Cireșoaia, schela Ocna, în 1 decembrie 1864 și au continuat până în primăvara anului viitor. Potrivit unei alte surse, primele două puțuri s-au săpat la începutul lunii septembrie din anul 1864. În 17 octombrie 1864, șeful biroului Direcțiunii regiilor financiare a raportat Ministerului de Finanțe că „puțurile ce le are numitul în activitatea pînă acum sînt în număr de nouă, fiecare nu are mai mare adîncime decît pînă la 7–8 strijeni”. S-a descris că săpăturile continuau „pe văi și dealuri”, dar nu s-a găsit petrol. Administrația salinei a propus înființarea unui punct de vamă pentru „a nu se putea strecura nici un vas nedijmuit; [...] să se înființeze în vale, aproape de drumul comunicativ cu comuna, un gard solid cu o singură poartă”.

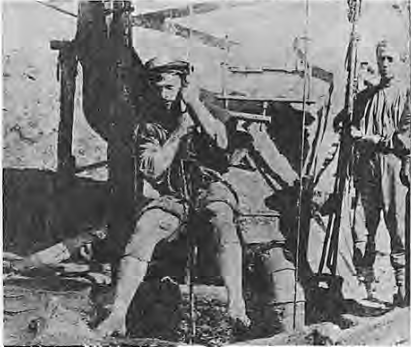
Lucrător într-un puț de petrol la Moinești (1875)

Până la 7 aprilie 1865 s-au săpat 25 puțuri, cu o adâncime variabilă între 9 și 56 metri, dar fără a extrage petrol. Însă, potrivit lui Lazăr Edeleanu și I. Tanasescu, atât la Mosoare cât și la Dofteana-Păcurița, petrolul a fost exploatat prin puțuri săpate de mână cu adâncimi între 53 și 100 metri, cea mai mare parte fiind situate pe malul stâng al Trotușului. În aceeași perioadă numitul Metaxa a cerut aprobarea și a început lucrări de exploatare tot în zonă. Puțurile erau săpate manual și cu secțiune circulară, metodă specifică Moldovei unde presiunea straturilor este mică și rocile dure, exemple din acest tip fiind la schelele Lucăcești de pe Valea Tazlăului Sărat, Mosoare și altele. Pereții unor asemenea puțuri erau apărați împotriva surpării prin împletituri simple de nuiele. După raportul administratorului salinei către Ministerul de Finanțe, la 7 aprilie 1865 încă nu se scosese petrol, dar existau 25 de puțuri săpate până la adâncimea de 50 metri. Forările cele mai adânci erau la puțurile nr. 9 – 56 m, nr. 1 – 46 m, nr. 38 – 42 m.
Olivier de Lalande, pe fondul rezultatelor nesatisfăcătoare și unei posibile lipse de capital, a solicitat în martie 1866 Ministerului de Finanțe aprobarea de a transmite exploatarea societății „Gabriel Solovy et companie”, societate franceză cu capital de două milioane. Deși încercările de exploatare a petrolului de la Târgu Ocna au întârziat față de alte zone, în perioada 1860–1870 județul Bacău a dat cea mai mare producție de petrol din România.
La 1 iulie 1897 pe teritoriul orașului erau în exploatare 51 puțuri aparținând societății „Steaua Română”. La nivelul anului 1898 extracția în schela Mosoare a rămas manuală și puțurile aveau o adâncime între 33 și 44 de stânjeni, producția fiind inferioară altor schele din județul Bacău.
Dezvoltarea extracției a fost înviorată ușor la începutul secolului al XX-lea. În 1903, proprietarii puțurilor erau Vlad Telega, Maior Poenaru, Iancu Toivi, M. Aronovici, Haim Toivi, Nicol. Christea. În 1904 existau 9 antreprenori, cu un total de 127 de puțuri, din care 39 productive și 88 neproductive și adâncimi între 10 și 153 metri. Producția în medie pe lună a puțurilor era de 0,61 tone. După 1909, mai mulți întreprinzători („Manoliu & Davidescu”, Henry Watchins, Rubi Waiberg din București și câțiva din zonele Ploiești și Bucovina) a solicitat primăriei concesionarea unor terenuri din Gura Slănicului, Păcuri și Mosoare pentru a extrage petrol și ozocherită. Primăria a instituit taxe pe puțurile de petrol în 1911. În același an au fost 11 proprietari (Th. Trofin, Dumitru Bordea, Vlad Telega, Neculai Cristea, Iordache Telega, Ghiță Sima Aronovici, Gh. I. Negri, Henry Watchins, Haim și Iancu Toivi). Haim Toivi și Iancu Toivi au fost menționați a deține și unități de rafinare În Târgu Ocna, alături de Societatea Petroliferă „Bacău”.
Producția schelei Mosoare–Dofteana Păcurița a fost mică, în anul 1901–1902 fiind de 188 tone iar în 1902–1903 de 258 tone.

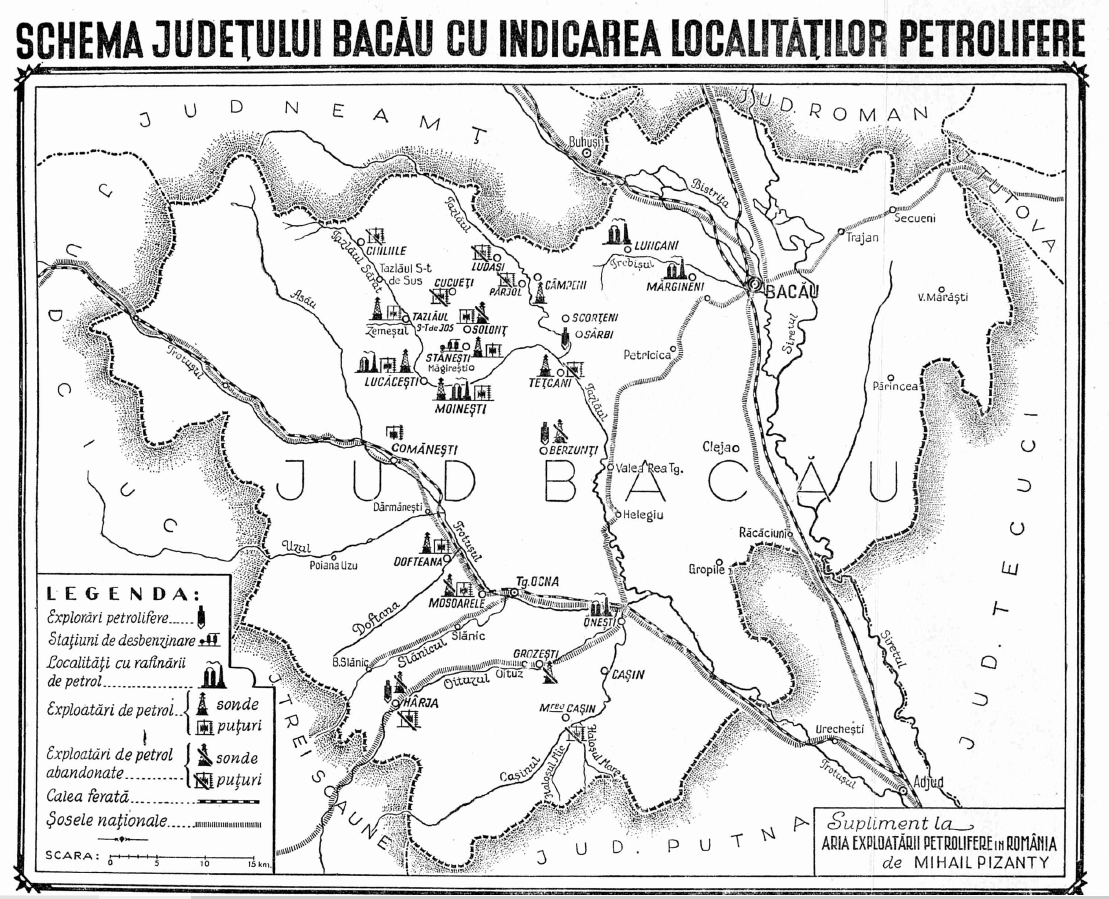
Localitățile cu industrie de extracție și rafinare din județul Bacău (1938), Mosoarele figurând cu sonde abandonate și puțuri active.

În anul 1911, 58 de puțuri de la Mosoare și Beleleu dădeau o producție de 119 939 kg. În total, în împrejurimile orașului, erau 130 de puțuri din care 58 în exploatare, 66 exploatate și 6 săpate în cursul aceluiași an. La Mosoare, între 1906–1911, 8 proprietari exploatau 34 de puțuri care dădeau, în această perioadă, o producție cuprinsă între 1700–40 102 kg.[C] La începutul secolului al XIX-lea au existat încercări de a extrage ozocherită în satul Păcuri, au fost reluate spre sfârșitul secolului, iar în 1911 prin Rubi Waiberg și pe Valea Slănicului (în satul Cerdac), în punctul numit Valea lui Tudorache (anterior în 1884 a încercat germanul Engels) și prin târgocneanul Vasile Popa după anul 1924, dar cantitățile mici extrase au dus la abandonarea exploatărilor.
În 1919, proprietatea debitorului defunct Seina M. Aronovici a fost ipotecată, incluzând un teren cu puțuri de petrol la Mosoarele, punctul Bodelcu, botezate: Sfădita, Lunga, Scurta, Petroasa, Tulfița Buginchioaie, Bordeanca, Pârlita, Bătrâna, Aprinsa, Larga, Strâmta, și Mititica, precum și o altă grupă de puțuri numite Pădureanca, Chetroasa, Ruptura, Usturoaia, Bordeanca și Suboderana. Prima grupă a gropilor și jumătate din a doua se învecinau cu proprietățile lui I. Toivi, Gh. Trofin, N. St. Crestea și linia de cale ferată Ocna-Moinești. În trecut, proprietatea a fost vândută de Abramovici Möchi către Moise A. Herșcovici din Piatra Neamț în 1905, iar ulterior Herșcovici a vândut către Anna M. Aronovici.
În 1939 Moldonaphta deținea o schelă de exploatare la Târgu Ocna, prin puțuri la Mosoare, iar prin firma The Danube Oil Trad. altele la Lucăcești și Măgirești.

### Forajul mecanic

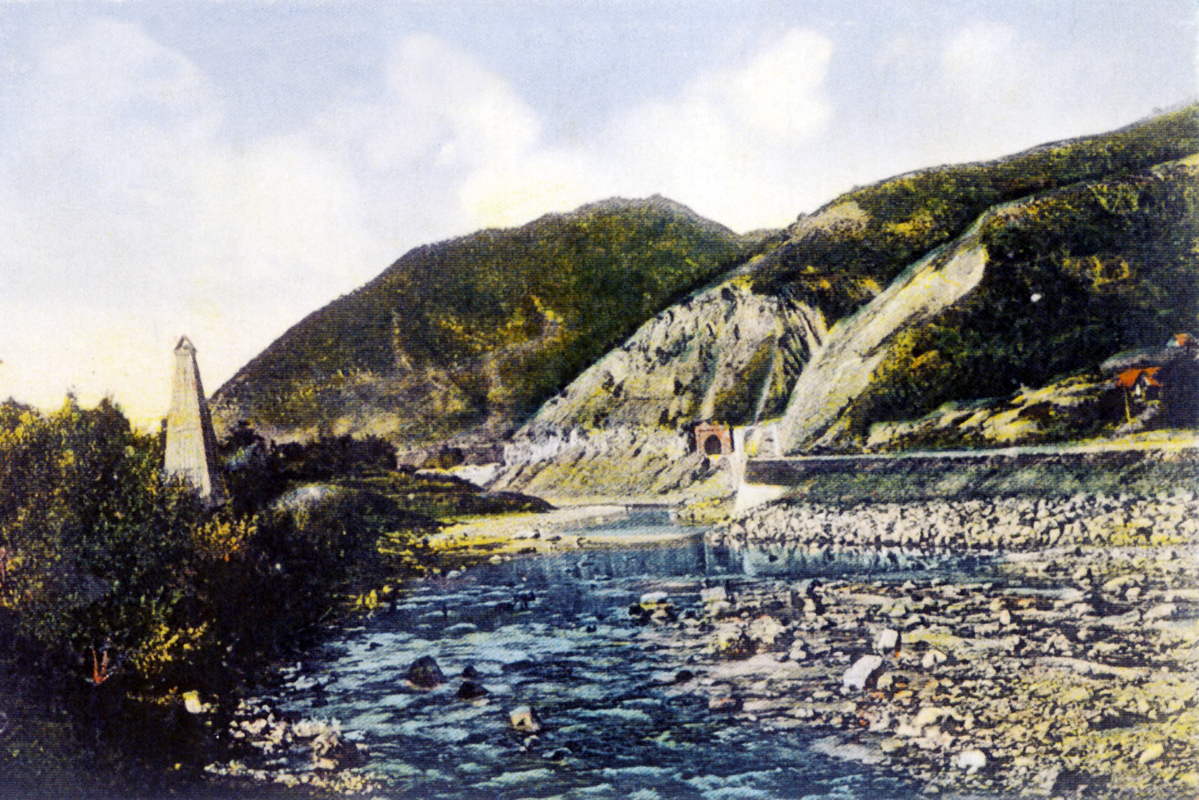
Vedere generală a zonei Mosoare (1905). La depărtare se remarcă tunelul Mosoare și culmea Drăcoaia. Tunelul se află în peretele de stâncă al sinclinalului. Turla uneia dintre sonde se află în primul plan, pe malul Trotușului, pe locul unde în prezent există macheta.

Punerea în practică a forajului cu sonde mecanice în Pennsylvania (SUA) în anul 1859 de către Edwin Drake⁠(en)[traduceți] a reprezentat intrarea într-o nouă epocă a industriei extractive de petrol. Anterior, în 1848 (sau 1846) tehnicianul rus Vasili Semeonov a forat prima sondă din lume în Imperiul Rus (Baku, Azerbaidjan), la adâncimea de 21 metri prin sistem percutant. În general, forajul petrolier a fost adaptat de la exploatarea din cariere și foraje pentru apă și sare, iar în particular, cel percutant fiind adoptat din China, unde fusese folosit multă vreme.
Conceptul a fost introdus rapid în Moldova, în 1861 (după alte surse 1862 sau 1863), cu sonde la Mosoare. Prima sondă a fost amplasată pe malul Trotușului și a atins adâncimea de 380 de metri (după Lazăr Edeleanu și I. Tanasescu) sau 150 de metri (după Mihail Pizanty, Călin Mihăileanu și restul). Forajul aparținea unei companii franceze iar societatea care s-a ocupat de instalare fiind tot din Franța.[D] S-a utilizat sistemul de foraj percutant canadian cu sape și burghie de tipul Huig, prăjini din lemn de frasin și balansier⁠(fr)[traduceți], echipamentele fiind de la compania Huig. Însă, forajul nu a dat rezultate satisfăcătoare din cauza dificultăților tehnice.
Aceasta a reprezentat prima sondă din România săpată prin foraj mecanic și prima introducere a sistemului canadian de foraj. De asemenea, potrivit lui Victor Tufescu, se încadrează și ca una dintre primele sonde din lume. Autorul Maurice Pearton în „Oil and the Romanian State” (Oxford, 1971) a clasat primul foraj din țară (1863) alături de cel de la Hanovra (1857), Ontario – sistem canadian cu prăjini și Pennsylvania – sistem cu funii (1859), Galiția – sistem canadian modificat (1862), Alsacia (1870) și Baku – sistem cu cădere liberă (1871), unde în toate zonele menționate forajul a înlocuit în cele din urmă dependența de ieșiri naturale la suprafață, precum și săparea de puțuri și galerii.
Potrivit lui Constantin Alimăneștianu, doi din cei nouă antreprenori prezenți în Mosoare și-au forat câte o sondă mecanică fiecare, ceilalți neavând capitalul companiilor petroliere. Una dintre sonde a ajuns la adâncimea de 168 de metri și s-a extras într-o anumită măsură petrol, iar cealaltă, ajunsă la adâncimea de 368 de metri, a ejectat petrol pentru puțin timp iar ulterior producția ei s-a oprit. Potrivit unei alte surse, în total au fost forate trei sonde, cu adâncimi între 60 și 100 metri, care au atins mici straturi de petrol. O altă sursă a menționat adâncimile de până la 120–130 metri ale celor trei sonde. Rezultatele au fost nesatisfăcătoare iar sondele au fost abandonate la scurt timp, iar faptul că în jurul anului 1870 existau numai 23 de puțuri active constituie indiciul că s-a renunțat la folosirea forajului mecanic. Olga Constantinescu și Nicolae N. Constantinescu au susținut că sondele au fost abandonate când atinseseră adâncimi de 100–150 metri, în urma unor instrumentații nerezolvate.[E] V. Popovici a declarat cauza ca fiind imperfecțiunea aparatelor și a accidentelor apărute. Alte surse au menționat instrumentațiile grele și debitul prea mic de petrol; sau instrumentații eșuate și adâncimi între 60 și 100 metri.

Schema unui sistem canadian de foraj cu prăjini de lemn, unde sunt reprezentate:
turla cu geamblac, scripeți și prăjini depozitate,
coloana de foraj tubată, cu prăjini, foarfece/geală și trepan în funcțiune,
hala balansierului (incluzând și dispozitivul de coborâre), motorul cu aburi și, separat, cazanul de aburi.

Metoda de foraj percutantă cu prăjini este veche, reprezentând o etapă incipientă în dezvoltarea forajului cu prăjini. Se deosebește de metoda standard (pensilvană) în principal prin utilizarea prăjinilor (sau tijelor) de lemn în loc de funie pentru operarea uneltelor, prin puterea mai mică de penetrare, dar iese în evidență prin faptul că este eficientă în straturi complicate iar în adâncimi mici poate fi operată de sondori cu mai puțină experiență. La începutul secolului al XX-lea metoda percutantă a fost considerată destul de primitivă, în unele privințe.
Sistemul canadian de foraj cu motor cu aburi a fost perfecționat din sistemul de foraj cu cumpănă și forță umană, ce înlocuise săparea manuală de puțuri de pe câmpurile petrolifere din Enniskillen, Ontario⁠(en)[traduceți] și zona Petrolea, Ontario⁠(en)[traduceți], după ce zăcămintele de suprafață fuseseră epuizate.
În general, turla are o înălțime de aproximativ 60 de picioare (aproximativ 18 metri, sau 18–20 metri după I. Tănăsescu și V. Tacit), cu secțiune pătrată și piramidală, de 6 metri la bază și 1,20 la vârf, și o suprafață pentru adăpostirea echipamentelor de 16 picioare pătrate (78 de metri pătrați). Tipul de instalație se asemăna cu cea standard din multe puncte de vedere. Necesita aproximativ zece zile pentru a o monta și de la două până la patru zile pentru a o demonta. Vârful turlei avea un geamblac, ce consta într-o capră pe care se montau scripeții pentru conducerea cablurilor, precum și macaraua pentru manevrarea burlanelor.
Mecanismul forajului de tip canadian funcționează pe principiul sondării „uscate” (denumită și „percutant-uscată”, întrucât în gaura de sondă există o cantitate mică de lichid cu care se înglobează detrisul), prin întrebuințarea sapei și tijei trepanale legate de tijele de săpat prin foarfece și transmisia forței mecanice. Întreg mecanismul este acționat de un motor portabil cu aburi, care antrenează o roată cu o curea plată de transmisie către o serie de curele de transmisie și scripeți. Balansierul realizează mișcarea trepanului, iar pe lângă se află mecanismul pentru manevrarea trepanului, lingurii de curățare și a burlanelor pentru căptușirea găurii sondei. Forța este transmisă unor bobine pe care se înfășoară sau desfășoară cablurile pe care sunt legate tijele de săpat, lingura de curățare, coloana de burlane sau instrumente de salvare. Mecanismul este montat pe schele din lemn numit dispozitiv de sondaj.
Astfel, săparea rezultă cu sistemele cu percusiune, prin lovirea trepanului asupra rocilor, pe care le sfărâmă sau taie printr-o mișcare sus-jos, la fel precum în sistemul pensilvan. Trepanul se constituie dintr-o sapă sau daltă, cu lățimea corespunzătoare diametrului găurii și forme ale lamei și tăișului după natura terenului, înclinarea straturilor și diametrul găurii. Prăjinile au un diametru de 2–3 inch (5–7,62 cm). La capătul prăjinii și înainte de trepan se află tija trepanală, o bară din fier masiv cu mufe, ce mărește greutatea acestuia și asigură verticalitatea căderii. Pentru a evita repercutarea înapoi a forței prăjinilor și trepanului, prin stricarea dispozitivului de suprafață și ruperea prăjinilor sub propria greutate, se adaugă între prăjini un dispozitiv numit foarfece sau geală, compus din două bucăți care se intersectează și alunecă una în alta. La începutul utilizării sistemului canadian acest dispozitiv nu fusese implementat, ceea ce ducea adeseori la instrumentații.[E]
Turla unei sonde canadiene din Petrolea⁠(en)[traduceți] mutată prin intermediul cailor, în anii 1870.Reconstituire grafică a fostei sonde de la Mosoare, alături de construcțiile auxiliare
Sistemul subteran este legat de balansier printr-un lanț cu un capăt prevăzut cu o suveică care permite mișcarea unghiulară, iar la celălalt capăt este fixat de un aparat de coborâre montat pe balansier, la mijloc. Lanțul este pus în mai multe spire pe capul balansierului cu scopul de a reduce prin frecare forța de tracțiune produsă de greutatea trepanului și a prăjinilor, care altfel s-ar transmite integral în aparatul de coborâre. Aparatul de coborâre constă dintr-o roată dințată care permite coborârea sistemului câte puțin, până când se atinge fundul găurii, fiind legat de lanțul care se desfășoară sub greutatea uneltelor. Când lanțul s-a desfășurat complet, atunci se montează o nouă prăjină și lanțul se învârte înapoi cu o manivelă.
Săparea se realizează sub supravegherea maestrului sondar, care prin pipăire constată jocul foarfecelui și își dă seama de felul cum lucrează trepanul și recunoaște momentul când trebuie coborât sau scos afară pentru curățarea găurii sondei de noroiul format prin săpare. În timpul forării uneltele sunt rotite în mod constant pentru a păstra strânse îmbinările prăjinilor și gaura rotundă, prin a nu lovi de două ori în același loc, întrucât nu există suficientă torsiune ca în cazul forajului cu funie. Pentru ridicarea și coborârea echipamentului este nevoie de 3 bărbați, unde doi se ocupă cu manevrarea sapei sau lingurii.
Prin loviturile trepanului roca este transformată într-o masă noroioasă care se îngroașă din ce în ce mai mult, micșorează efectele sapei și îngreunează învârtirea ei. În acel moment sapa este scoasă afară și se curăță gaura cu instrumentul numit lingură, format dintr-un tub cilindric din fier care se termină cu un sabot de oțel prevăzut cu un ventil care se deschide de jos în sus, iar în partea superioară are o toartă. Manevrarea lingurii se face cu prăjini sau cabluri. În general, detrisul este îndepărtat la intervale de 5 până la 15 picioare (1,5–4,5 metri). Extracția apei sau petrolului se face cu linguri de lăcărit. Pe măsură ce gaura înaintează, tubarea se face cu burlane din tablă nituite sau ermetice sudate, ori dintr-o singură bucată. Pentru mișcarea cu ușurință a coloanei, gaura este lărgită cu un lărgitor, un instrument cu două aripi laterale în jurul unui ax care se pot deschide după ce au trecut de sabotul burlanului. În cazul infiltrațiilor de apă dulce, la suprafață, sau de apă mineralizată, la adâncime, se recurge la închiderea apelor prin presarea coloanei prin straturile impermeabile de lângă cele acvifere.

Față de metoda standard cu funie și puț îngust, forajul și curățarea ocupă mult timp, unde durează cel puțin o oră ridicarea sapei din gaură, coborârea lingurii, remontarea sapei și reluarea operațiunilor. Fiecare dintre cele patru operațiuni presupune deșurubarea și înșurubarea prăjinilor cu lungimi de 36 de picioare (10,97 m) iar într-o gaură de 1000–1500 picioare (304,8–457 m) munca este considerabilă. Sondorii cu experiență pot ridica și coborî prăjini cu o viteză de 100 de picioare (30,48 m) pe minut, iar cei obișnuiți de 60–75 de picioare (18,28–22,86 m) pe minut. Forajele în sistem canadian rareori depășesc 250 de picioare (76 metri) pe lună.
La începutul secolului al XX-lea, sonda nr. 1 a fost deținută de Sindicatul Steinberger. Potrivit unei alte surse, aceasta avea adâncimea de 385 metri.
La nivelul anului 1904 exista o sondă productivă și una neproductivă, cu adâncimi de 168 și 385 metri. Producția sondelor era în medie 3,17 tone pe lună.
Faptul că, pe domeniul Ocnei, pe la 1870 erau numai 23 de puțuri, constituie indiciul că cei doi francezi au renunțat la folosirea forajului mecanic. În anul 1898, extracția era manuală, puțurile aveau adâncime de 30–44 de stânjeni, (după Mihail Pizanty, puțurile atingeau adâncimea de aproape 200 de metri) iar producția era redusă comparativ cu celelalte schele din județul Bacău. De altfel, la această dată, în schela Ocna, spre deosebire de celelalte, deși se întrebuințase forajul mecanic, nu se afla nici o sondă în funcție. În același timp, „Gabriel Solovy et companie” a încercat forarea pe domeniul Slănic, însă lucrările au fost suspendate și societatea a părăsit țara din cauza rezultatelor slabe.
În timp, la Mosoare producția de petrol s-a aflat într-o scădere continuă.
În perioada 1863–1890 încercările de explorare prin sonde au avut loc la Mosoarele, Țintea, Colibași, Sărata, Buștenari și alte zone. Însă, condițiile în care s-au realizat acestea au fost rele din cauza sistemului primitiv de foraj, experiența și cunoștințele tehnice aproape inexistente ale sondorilor și participarea capitalurilor foarte slabă, lucru care a dus la rezultate nefavorabile și părăsirea lucrărilor în timp. În anul 1883 același sistem primitiv de foraj cu prăjini de lemn a fost reluat la Drăgăneasa, Prahova. De-a lungul timpului s-au adus modificări la unelte și dispozitivul însuși, diferențiindu-se de cel original din Canada.
Ulterior, a fost urmat de sistemul pensilvan cu funie de manila ce a fost introdus tot în 1883 de către o companie americană, tot în Drăgăneasa, pe moșia familiei Cantacuzino. Însă, din cauza dificultăților de căptușire a forajelor toate puțurile au fost neproductive, cu excepția unuia, care a stabilit un reper pentru toate forajele realizate până atunci în țară, dar în lipsa unor mijloace de depozitare cantități mari de petrol au ajuns risipite. În aceeași perioadă s-au obținut rezultate satisfăcătoare cu sistemul canadian prin intermediul sondorilor din Galiția de Vest⁠(en)[traduceți] (Imperiul Austriac), care au adus din regiune o variantă primitivă a sistemului canadian, la schelele Sărata, Solonț și Moinești. Sistemul canadian-galițian a apărut în urma parteneriatului dintre omul de afaceri canadian William Henry McGarvey și operatorul englez J.S. Berheigm, care au forat prima sondă în Węglówka⁠(en)[traduceți], la începutul anilor 1880. Până la sfârșitul anilor 1880 echipe de sondori din Enniskillen, Ontario⁠(en)[traduceți] au ajuns în Galiția, România, Italia, Rusia, India, Birmania, Sumatra, Borneo, Mexic și Australia. Abia după 1895 sistemul de exploatare cu sonde a fost extins în zonele Buștenari, Câmpina, Băicoi, Țintea și Moreni din județul Prahova. Evoluțiile apărute până la acel moment au justificat, din punct de vedere tehnic, utilizarea forajului în România.
În 1906 la Tescani s-a introdus sistemul de foraj hidraulic rotativ, în același an cu introducerile sistemului la Moreni și Păcureți. În anul 1952, în aceeași regiune (Zemeș–Moinești) s-a introdus pentru prima dată în țară metoda forajului sovietic cu turbină, cu utilaje aduse din URSS, metodă extinsă ulterior și în alte zone. În mai 1980, sonda 4120 Mosoare a erupt și luat foc, ca urmare a străpungerii unui zăcământ mare de gaz și pierderii noroiului de foraj; în acest fel a incendiat turla și șantierul. La stingerea ei, ce a durat 36 de ore, au fost prezenți 480 de petroliști, precum și localnici din oraș și în câteva ore de la începerea incendiului au fost trimise de la Ploiești, Pitești și Leordeni echipamente ignifuge.
La nivelul anilor 1970, metoda percutant-uscată mai era utilizată în SUA la deschiderea stratelor productive cu presiune scăzută și situate la adâncimi mai mici.

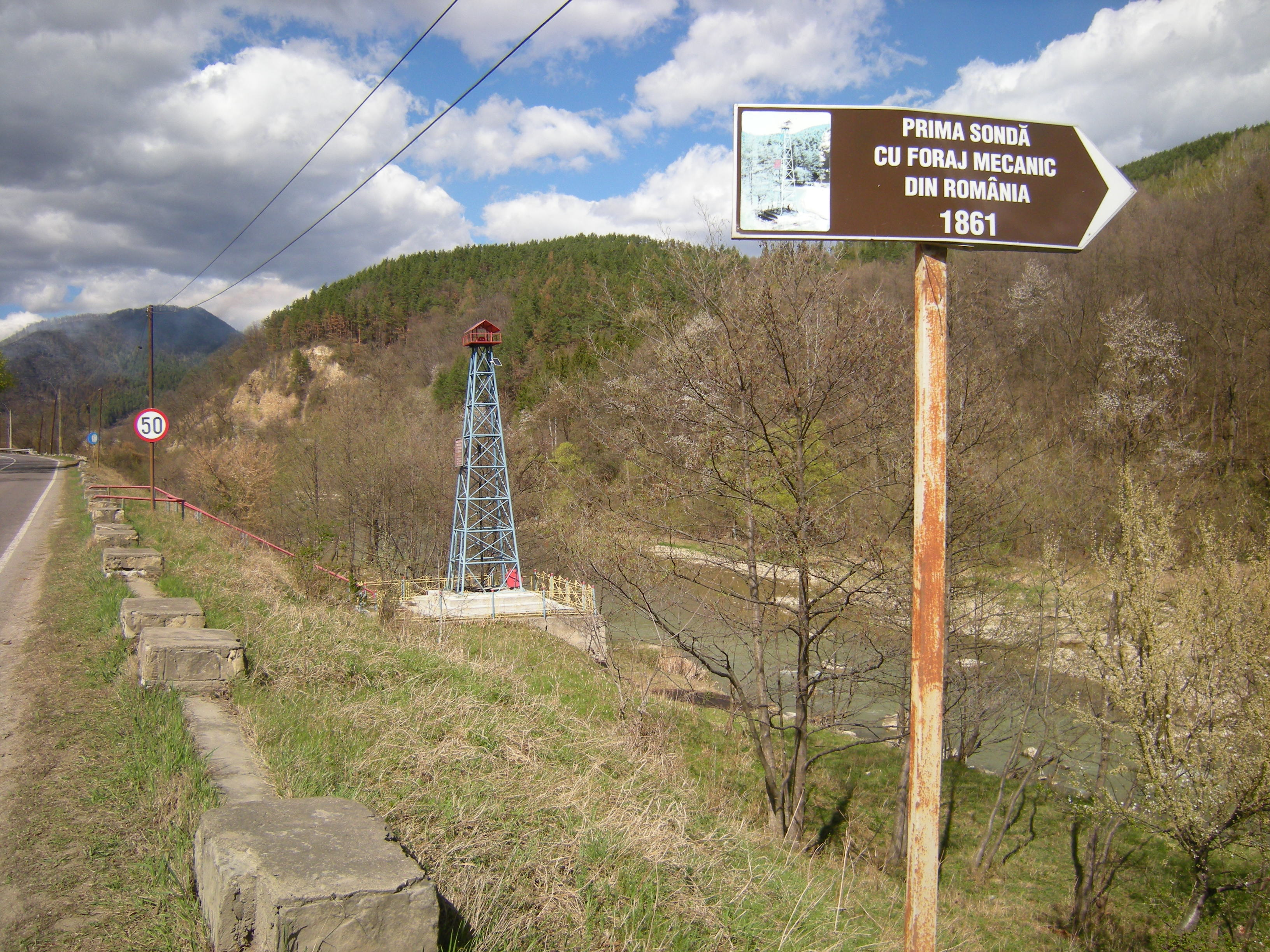
Macheta și indicatorul rutier de pe DN12A
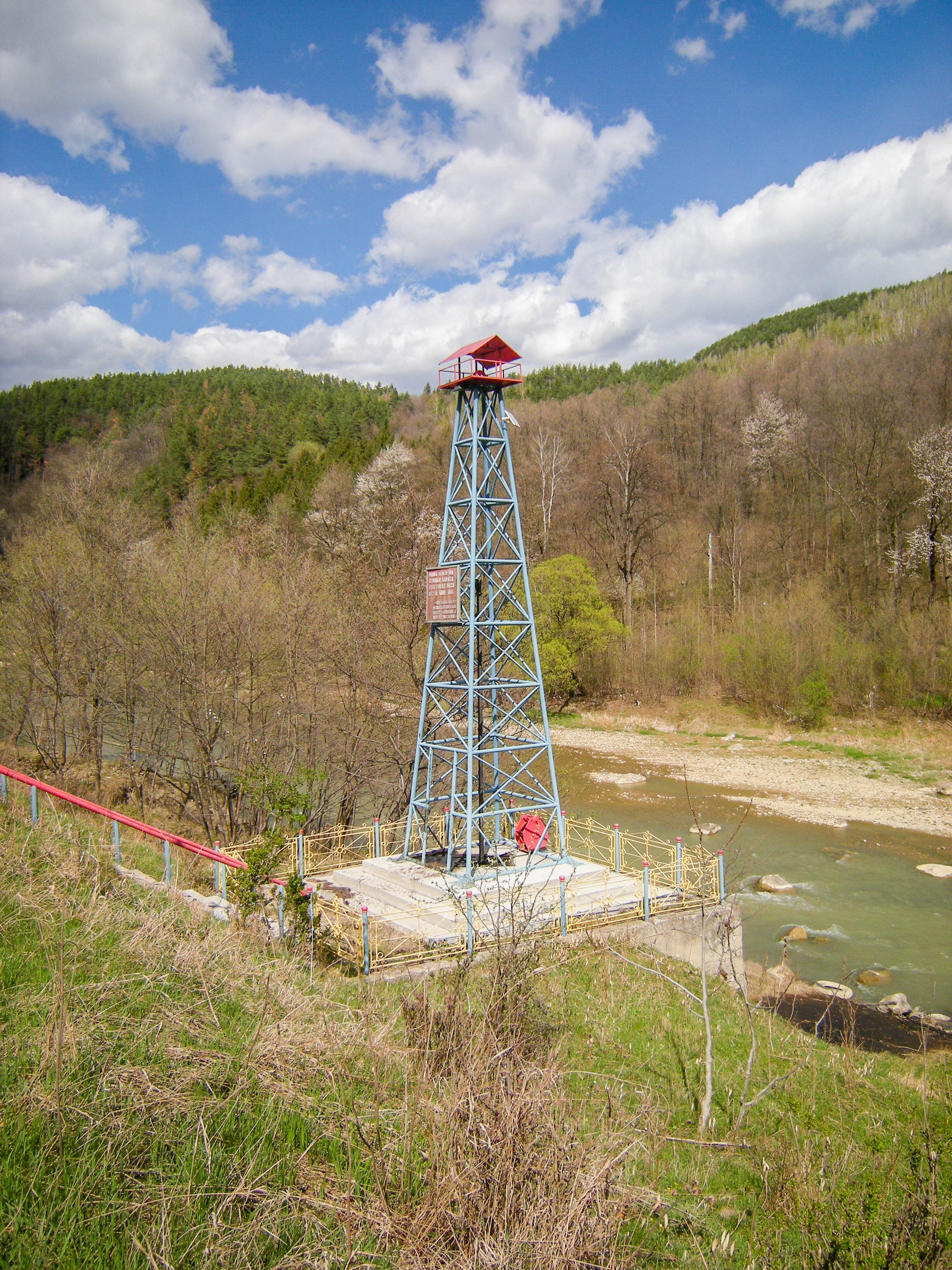
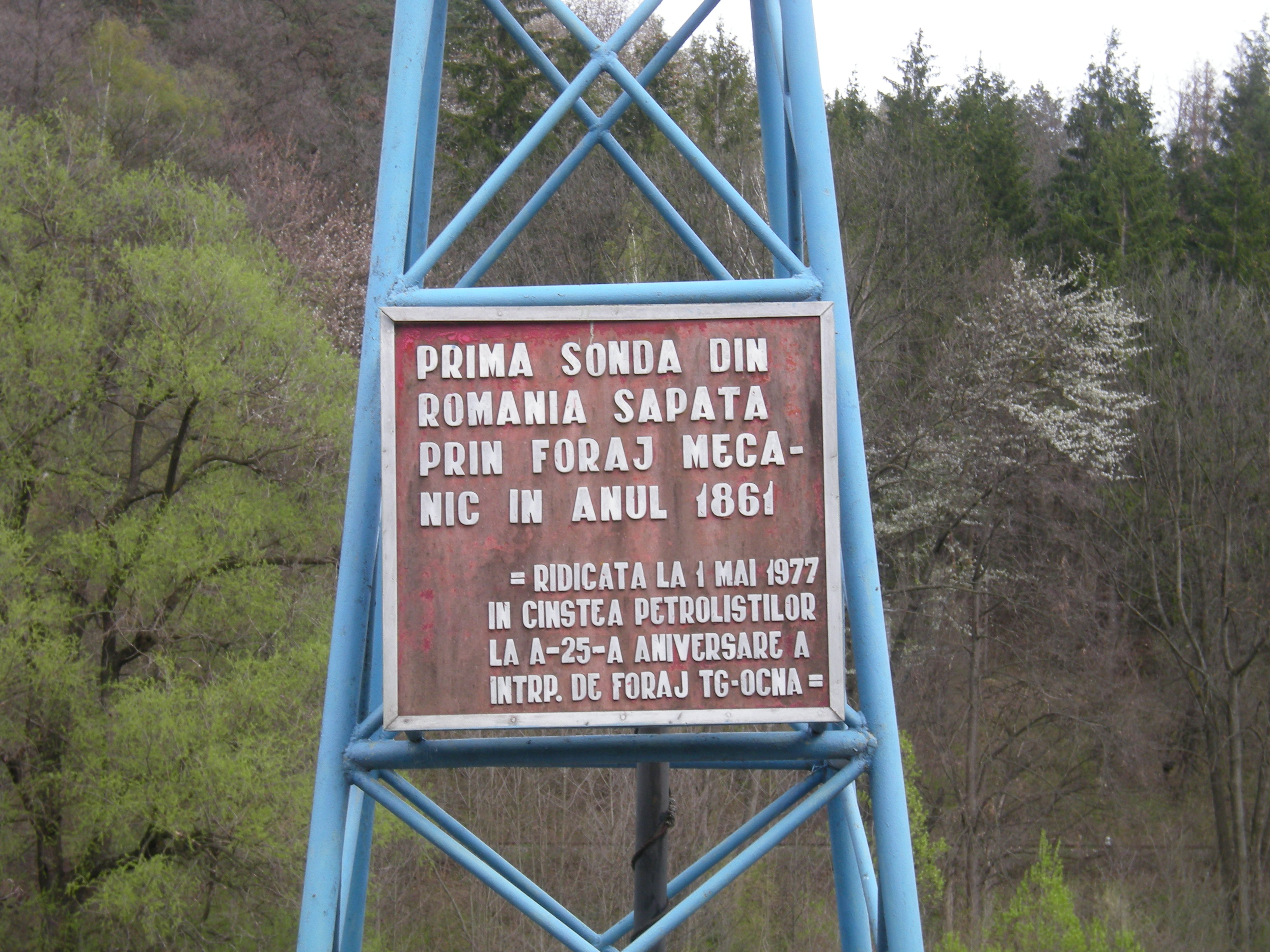
Detaliu
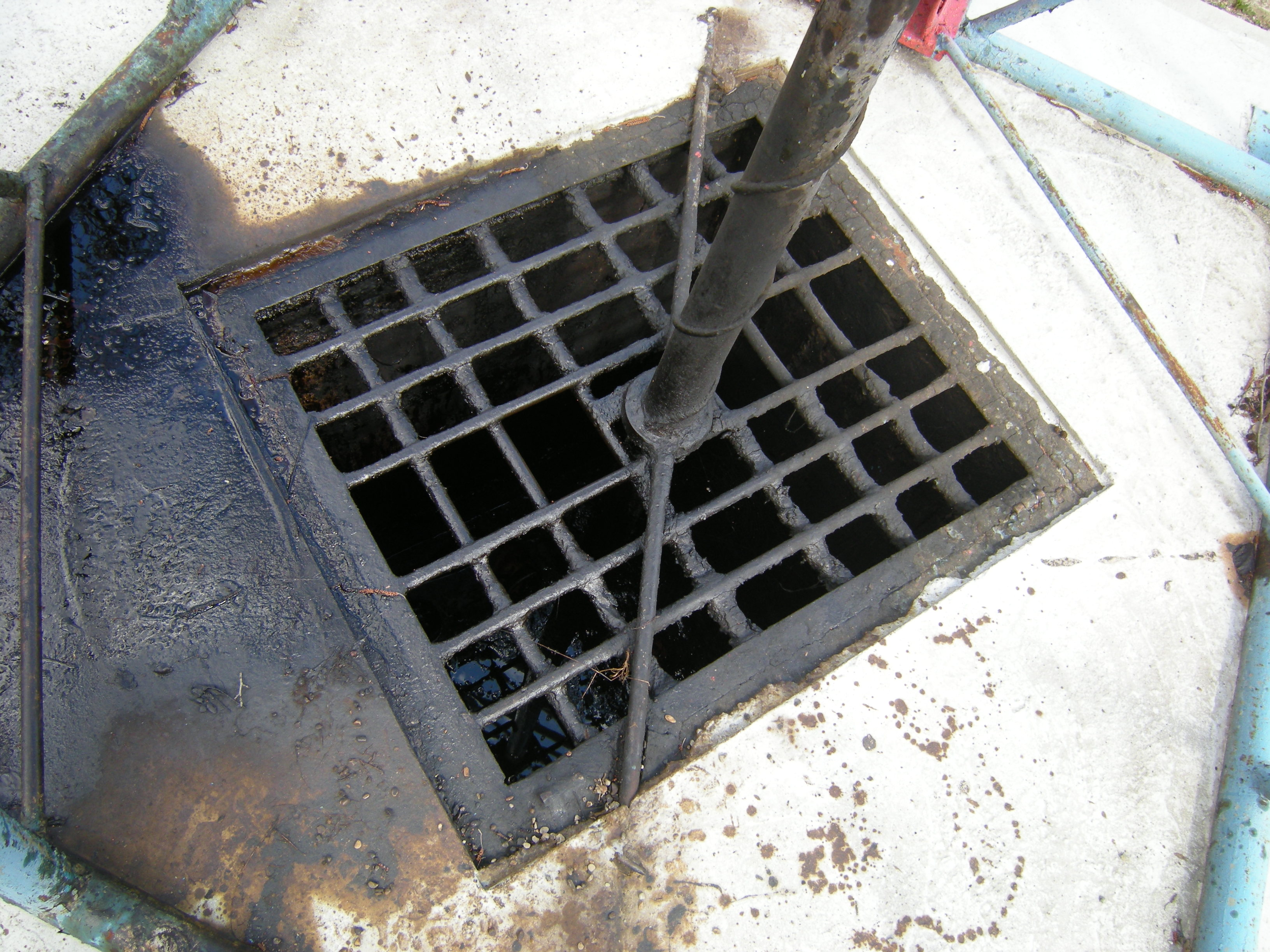
Groapă cu petrol și emanații de gaze
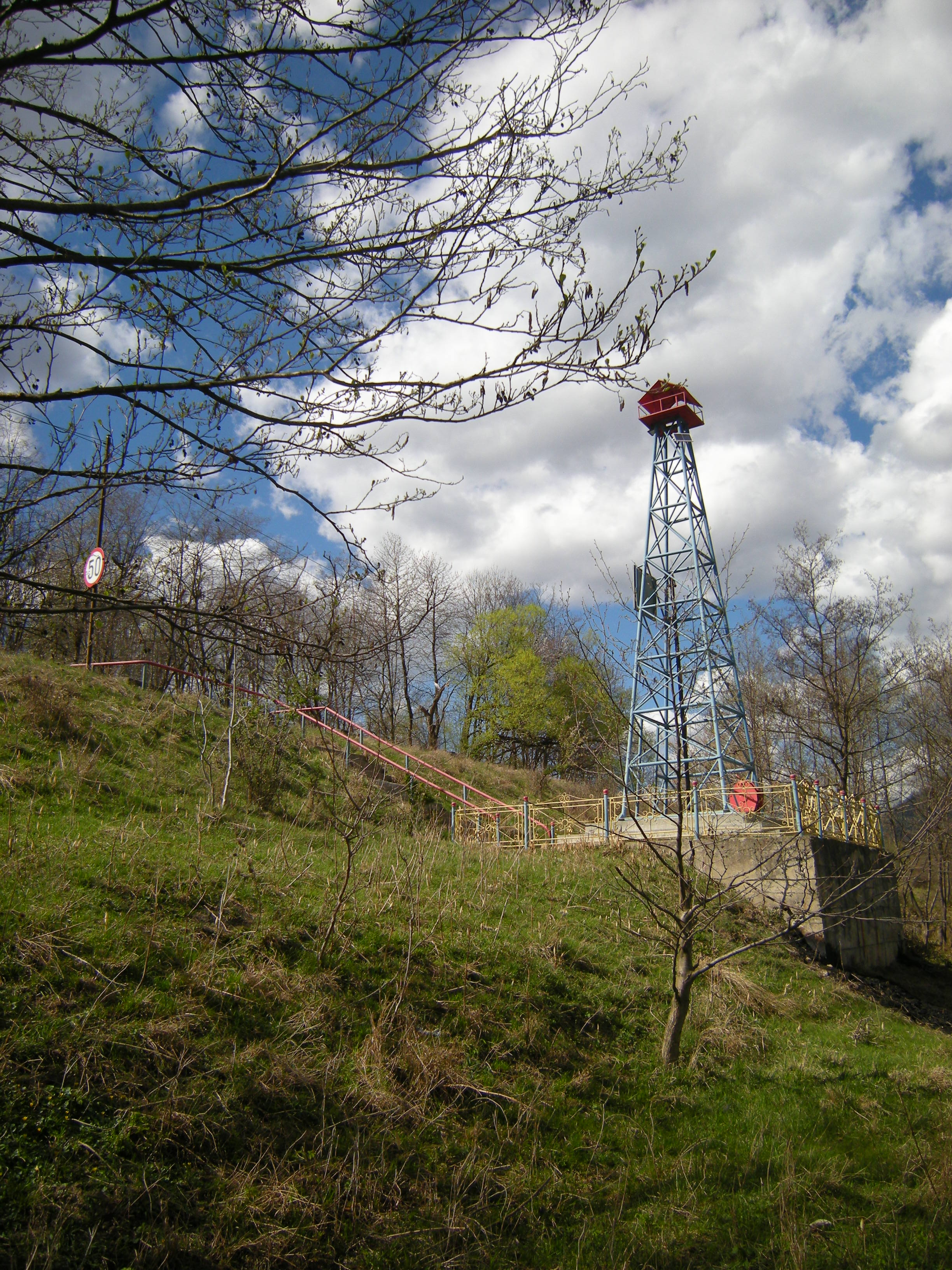
Terasamentul instalațiilor de foraj, pe partea dreaptă a sondei
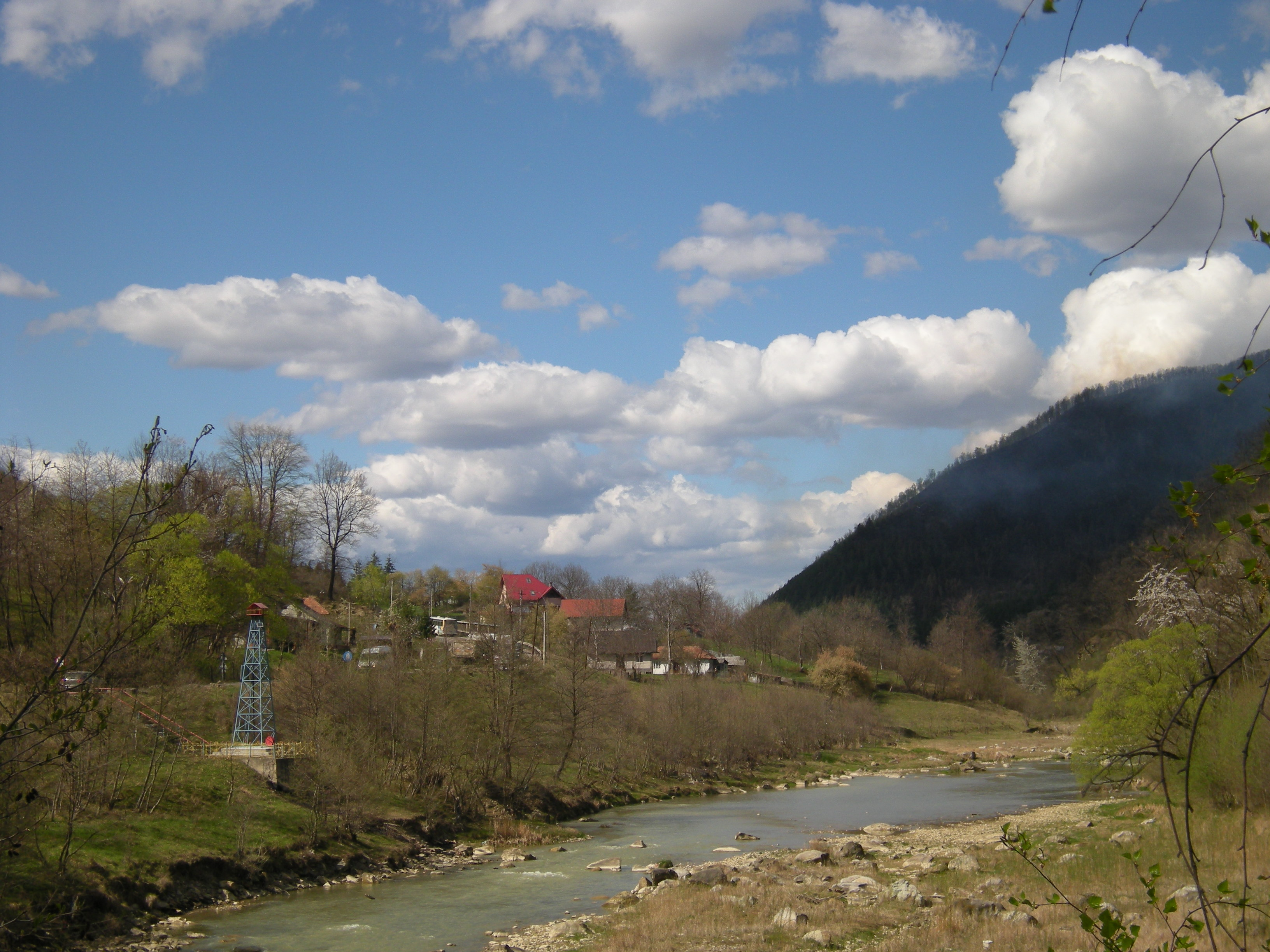
Macheta de la depărtare, cu dealul Drăcoaia la orizont

## Note

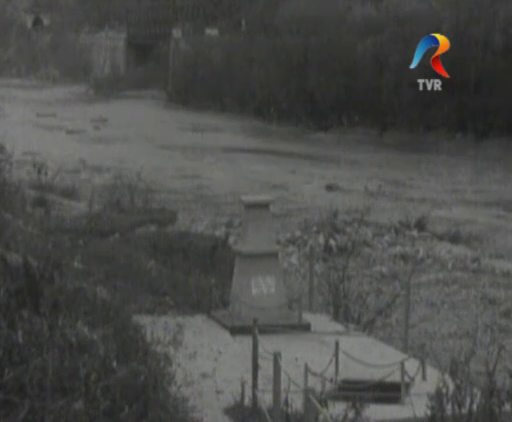
Monumentul construit anterior pentru comemorarea forajului, cu textul: „PRIMA SONDA DIN ROMANIA SAPATA CU ACTIONARE MECANICA IN ANUL 1861”. Cadru extras din documentarul TVR „Drumuri în istorie” din anul 1972.

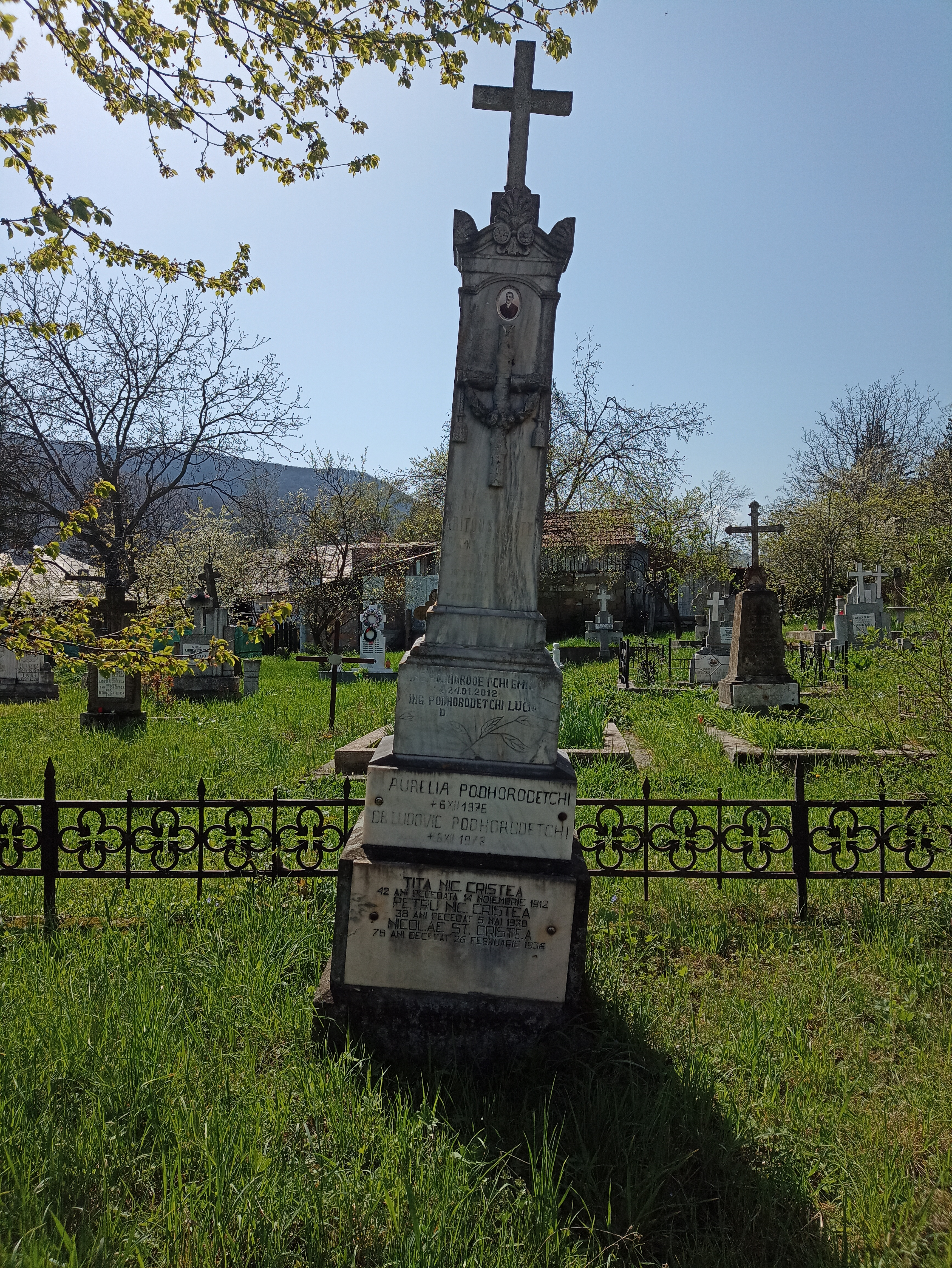
Mormântul Cristea-Podhorodetchi din cimitirul bisericii armenești din Târgu Ocna, Petru. Nic. Cristea fiind menționat jos.